# آنیا مارینا
آنیا مارینا (به انگلیسی: Anya Marina) (زاده ۲۳ سپتامبر ۱۹۷۶) خواننده-ترانه‌سرا آمریکایی است.
از کارهای معروف او می‌توان به بازی در فیلم ۱۰۰ دختر اشاره کرد.